# Müncheberger Loose
Die Müncheberger Loose ist ein Wohnplatz der Stadt Müncheberg im Landkreis Märkisch-Oderland im Land Brandenburg.

## Geografische Lage
Der Wohnplatz liegt rund 2,4 km südsüdöstlich des Stadtzentrums und damit südlich der Bundesstraße 1, die in diesem Bereich von Westen kommend in östlicher Richtung verläuft. Rund 800 m weiter östlich verläuft die Bundesstraße 5. Nordwestlich liegt der bewohnte Gemeindeteil Philippinenhof, östlich der Wohnplatz Friedrichshof. Im Süden schließt sich die Gemeinde Steinhöfel mit ihrem Ortsteil Tempelberg an. Von dort besteht eine Verbindung, die über den Wohnplatz in das Stadtzentrum führt.

## Geschichte und Etymologie
Der Wohnplatz erscheint erstmals in den Akten in den Jahren 1901/1903. Der Name setzt sich aus Müncheberg und Loose, einer Bezeichnung für eine Streusiedlung im Oderbruch ab. Im 21. Jahrhundert befindet sich dort ein Unternehmen des Autors Uwe Albrecht.